# Camponotus americanus
Camponotus americanus es una especie de hormiga del género Camponotus, tribu Camponotini. Fue descrita científicamente por Mayr en 1862.
Se distribuye por Canadá y los Estados Unidos. Se ha encontrado a elevaciones de hasta 945 metros. Vive en microhábitats como la vegetación baja y debajo de las rocas y piedras.